# Водь
Водь, или вожа́не (устар. ватландцы, ваты; самоназвание — vad’d’a, vad’d’alain [вадьялайн], vad’d’jakko, vaj, maaväči) — малочисленный, исчезающий финно-угорский народ в России, коренное население Ленинградской области. Относится к списку коренных малочисленных народов России.
Говорят на водском языке, который относится к прибалтийско-финской группе финно-угорской ветви уральской языковой семьи. Близок эстонскому, в настоящее время вытеснен русским языком и находится на грани исчезновения.

## Расселение и численность
По переписи 1926 года на территории Ленинградской области води проживало 694 человека. Всего в СССР в 1926 году води проживало 705 человек.
В настоящее время в России водь проживает в основном на севере Кингисеппского района Ленинградской области, в Санкт-Петербурге, а также на северо-востоке Эстонии. Основной район проживания — деревни Лужицы (вод. Luuttsa [Лууттса]), Краколье (вод. Jõgõperä [Йыгыпэря]), Пиллово (вод. Pilola [Пилола]). При этом деревня Краколье утратила статус самостоятельного населённого пункта и считается кварталом посёлка Усть-Луга.
Численность в России согласно переписи 2020—2021 годов составляет 99 человек (при этом в переписи 98 ответов «водь» и 7 ответов «вожане»), 64 человека в 2010 году и в 2002-м — 74 человека; из них на родине, в Ленинградской области — 40 чел. (33 чел. — в 2010 г.; в 2002 г. — 12 чел.), в Санкт-Петербурге — ещё 25 чел. (26 чел. на 2010 г. и 12 чел. на 2002 г).
13 октября 2008 г. постановлением Правительства Российской Федерации включена в Единый перечень коренных малочисленных народов Российской Федерации.
В прошлом — относительно многочисленный народ, давший название Водской пятине Новгородской республики. В 1848 году, по данным академика П. И. Кёппена, насчитывалось 5148 вожан, которые проживали в 36 деревнях Ямбургского и Ораниенбаумского уездов Санкт-Петербургской губернии.

## История и культура
По одной из версий, предками води были переселившиеся к востоку от Нарвы северные эстонцы, ставшие новым народом. Длительное время считалось, что предки води мигрировали на современную территорию её расселения из Эстонии лишь в конце I тысячелетия нашей эры. В настоящее время некоторые учёные (О. И. Конькова) предполагают, что предки води расселились на территории своего исторического проживания уже в I—IV веках н. э.; именно этим временем датируются наиболее ранние из обнаруженных археологами водских погребений, найденные неподалёку от деревень Валговицы и Великино. Основу хозяйства води составляло земледелие, животноводство и рыболовство. Основной центр расселения водского этноса приходился на междуречье Нарвы и Луги (Ямбургский уезд).

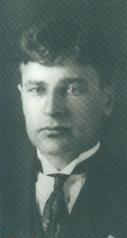
Дмитрий Цветков, уроженец народа водь, учитель и лингвист

Водская и Ижорская земля на начало XV века

Существующая до настоящего времени водская народность всеми исследователями соотносится с историческим племенем водь, известным по письменным источникам с XI века. Впервые этноним встречается в древнем новгородском «Уставе о мостех», приписываемом Ярославу Мудрому. Первое историческое сообщение о води относится к 1069 году (Новгородская летопись). В XII—XIII веках водь упоминается в папских буллах среди языческих племён. В немецких документах водь называют вотами (Woten) или ватлендерами (Watländer), в ливонских хрониках все северо-западные владения Новгорода именуются Вотской землёй (Watland). Как воты (Voter) упоминается водь в шведских источниках.
Первоначально водь была противником Новгорода. В 1069 году водь участвовала в походе бывшего полоцкого князя Всеслава на Новгород и была разбита князем Глебом Святославичем. Во враждебном отношении води к Новгороду исследователи видят реакцию на стремление Новгорода обложить водь данью. В XII веке усиливается давление на водь со стороны Новгорода, чьи интересы обусловлены стратегическим положением Вотской земли (торговые пути, болотные руды, относительно плодородные почвы). Через 80 лет, в 1149 году, при нападении племени емь на водь, новгородцы помогают води отразить нападение отрядом в 500 человек; этот факт связывают с завершившимся переходом води в вассальную зависимость от Новгорода. К этому же времени относится упоминание о новгородских областях — пятинах, одна из которых называется Вотской, то есть входит в состав Новгорода.
Водская знать в новгородское время сохраняла многие старые права, в частности — судебные функции, собственная военная организация. Но при этом водь была втянута в постоянные войны сначала Новгорода, а потом и Москвы за контроль над балтийской торговлей. И в силу различных исторически причин обычно выступала в них стороной страдательной.
Римский папа Александр III в булле к шведскому епископу Стефану между 1164 и 1181 гг. говорит о необходимости шведского влияния на вотландцев (водь). В 1202 году рыцари основали Орден Меча и повели ожесточенную войну с Новгородом за влияние в Прибалтике, которая тяжело отразилась на води. В 1215 году описывается голод, поразивший Новгородскую республику и сильно ударивший по води. Говорится, что умерли почти все, а кто выжил разбежались. Видимо, водь выступила на стороне новгородцев, так как римский папа в 1230 г. запретил христианам возить води оружие, железо и деревянные изделия. Видимо, водь вместе с новгородцами и ижорой участвовала в Невской битве со шведами 15 июля 1240 года. Зимой 1240—1241 года в земли води и чуди вторглись рыцари Ливонского ордена, обложившие их данью и укрепившиеся в Копорье — центре средневековой Вотской земли. В 1241 году Александр Невский отбил Копорье. В это время водь и чудь упоминаются как два различных племени.
Автором новгородской берестяной грамоты № 614, обнаруженной в слоях последней трети XIII века, мог являться обрусевший вожанин.
Во второй половине XIII века водь перестает упоминаться в летописях. Обряд трупосожжения в каменных оградках сменяет трупоположение в грунтовых ямах. Большая часть води фактически растворилась в русской среде.
По имени народа водь была названа Водская пятина. Переход под власть Новгорода имел следствием принятие водью христианства в форме православия. В XIII веке Водская пятина уже устойчиво входит в состав Новгородской республики, а ополчение води входит в состав новгородского. Письменные источники не дают точной локализации расселения води. Первыми источники такого рода являются писцовые книги, составленные после присоединения Новгорода к Москве (например, Писцовая книга Водской пятины Дмитрия Китаева 7008 года); однако эти книги были составлены уже после передела новгородских земель московскими властями и могут не соответствовать естественно возникшему укладу. Средневековая водь, по мнению многих исследователей, расселялась между Лужской и Ижорской землёй, причем на западе приближалась к реке Луге, за исключением собственно берега реки. Видимо, не входило в состав водской пятины и морское побережье от устья Луги до реки Систы, где средневековые источники помещают чудь.
Ассимиляция води славянским (мигрировавшим в ареал её расселения с юга) и ижорским (мигрировало с северо-востока) населением вело к сокращению её численности. В XVII веке название «Ижорская земля» распространилось и на Вотскую землю. Следствием миграции стало черезполосное расселение води, ижоры и русских. В 1444—1447 годах ливонские рыцари угнали значительную группу води под Бауск (современная Латвия), где потомки переселенцев сохранялись как отдельная этническая группа под названием кревинги до середины XIX века.
В 1617 году по Столбовскому миру Ижорская земля отошла к Швеции. Наряду с русскими, значительная часть ижорского и водского населения переселялись на юг в пределы Русского государства (в частности, в район верховий Оредежа и Луги). По некоторым данным, в 1641 году на Ижорской земле оставалось 63,4 % коренного населения, а в 1695 году — только 26,2 %. На опустевшие земли шведские власти переселяли эвремейсов из северо-западной части Карельского перешейка и савакотов из восточной области Великого герцогства Финляндского Саво. Переселенцы стали основой для субэтнической группы ингерманладцев. В ходе принудительной лютеранизации православного населения со стороны шведских властей к концу XVII века около 3000 ижорских и водских семей приняли лютеранство, и вошли в число формирующеся группы ингерманладцев.
Основным занятием води в XIX веке оставалось сельское хозяйство, причём длительное время сохранялись архаичные сельскохозяйственные орудия. Жили вожане в многодворных деревнях, в избах восточнославянского типа. Основу пищевого рациона составлял хлеб из ржаной муки, который выпекали в виде высоких круглых караваев. Варили каши из ячменя, из молока делали простоквашу и творог.
Огромные потери водь понесла в ходе Великой Отечественной войны, когда ареал её расселения стал ареной боевых действий, а в конце 1943 года водское население вместе с ижорцами и ингерманландскими финнами было вывезено в Финляндию. После того, как Финляндия 19 сентября 1944 года подписала соглашение о перемирии с СССР и Великобританией, бо́льшая часть эвакуированной води вернулась в СССР, но была принудительно выселена в Псковскую, Новгородскую, Калининскую и Великолукскую области, затем — в Карелию и Сибирь; в родные места высланным было разрешено вернуться только в 1956 году.

## В этнографической литературе
В этнографической литературе водским женщинам современники часто приписывали необычайно красивую внешность восточно-прибалтийского типа, а также весёлый и приятный характер. В конце XVIII века известный российский исследователь Фёдор Туманский писал о води буквально следующее: «Женщины чюдские все вообще красивы, имеют весёлый, приятный и заманчивый взгляд, быстрые глаза, большие голубые…».
Историк Генрих Габриель Портан также признал, что водские женщины считаются более красивыми по сравнению с русскими и финскими. В литературе также встречается утверждение, что водь была самым белокурым народом мира: у 80 % мужчин и у 76 % женщин волосы были либо белыми как снег, либо были золотисто-жёлтыми как песок.

### Водь в Российской Федерации

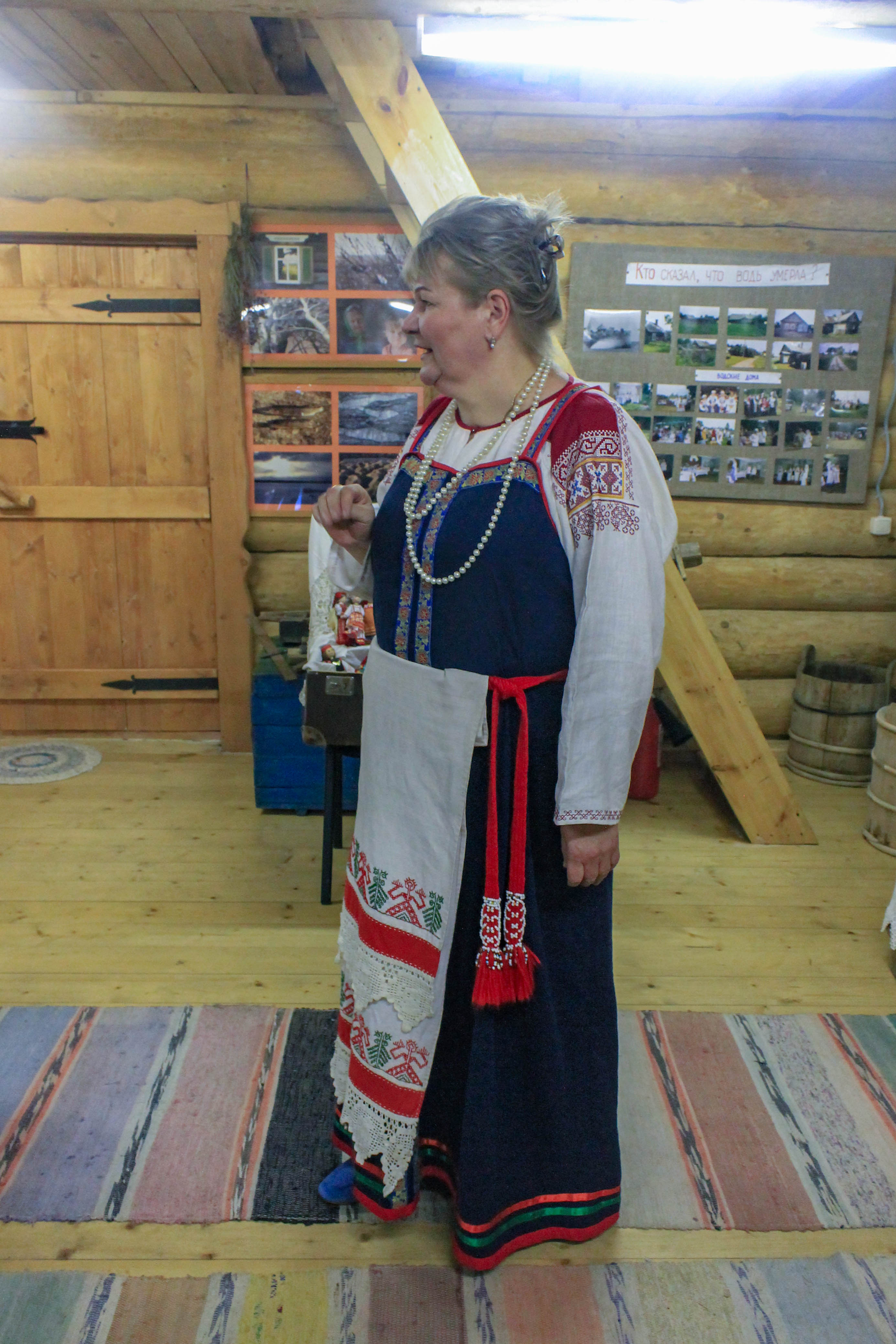
Женщина в водском костюме в Лужицком музее води

В 1997 году был создан первый Водский музей в деревне Лужицы. В музее силами Т. Ефимовой и других жителей деревни было собрано 70 экспонатов и более 200 фотографий довоенного периода. На базе музея была начата работа по сбору этнографического материала, сбор и систематизация сведений, собранных в различных архивах, в том числе сведения по генеалогии водских семей и пр.
С 2000 года проводится ежегодный праздник в деревне Лужицы «Luutsa vakkavõ» — «Лужицкая складчина».
2001 год — возобновляется преподавание водского языка в Санкт-Петербурге под руководством санкт-петербургского лингвиста и энтузиаста водского языка Мехмета Закировича Муслимова (впервые курсы проводились в 1994 году).
2002 год — создание водской символики (флага и герба). Символика активно используется на всех водских мероприятиях. Водский флаг представляет собой белый треугольник на синем фоне, обращённый остриём вниз, на белом поле изображён красный крест. По форме крест напоминает каменные кресты на старых кладбищах в Западной Ингерманландии.
2004—2007 — в рамках организованного энтузиастами «Водского проекта» проводится серия фото и художественных выставок «Vađđamaa» — «Водская земля».
26 апреля 2005 года участниками «Водского проекта» была зарегистрирована автономная некоммерческая организация «Общество водской культуры», целью которой является культурно-просветительская деятельность.
2006 — Т. Ефимовой создана экспозиция второго Водского музея в д. Лужицы. На базе музея проводятся уроки краеведения, мастер классы по традиционным ремёслам, национальной кухне и т. д. Проведена фотофиксация и обмеры экспонатов музея, часть экспонатов отреставрировано санкт-петербургскими специалистами.
В 2008 г. национальными активистами вёлся активный сбор необходимых документов для внесения води в Единый перечень коренных малочисленных народов РФ. Все документы передаются в Правительство Ленинградской области вместе с прошением от Общества водской культуры губернатору Ленинградской области В. П. Сердюкову оказать содействие в деле внесения води в перечень.
13 октября 2008 г. постановлением правительства Российской Федерации «О внесении изменений в Единый перечень коренных малочисленных народов Российской Федерации» водь внесена в Единый перечень коренных малочисленных народов Российской Федерации.
В 2009 г. впервые в России издана книга об истории и культуре води с древнейших времён до наших дней.

## Язык и письменность

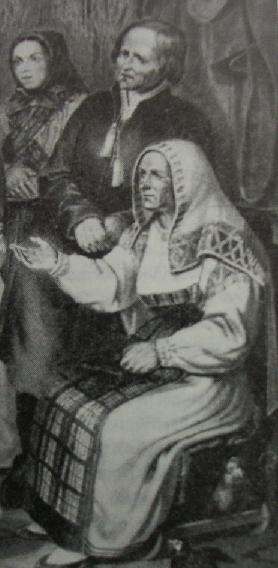
Латвийские вожане в национальной одежде, художник M. de Pauly

Представители народа водь (вожане) говорят на водском языке финно-угорской группы уральской семьи. Он относится к южной подгруппе прибалтийско-финских языков, но имеет много черт, характерных для северной подгруппы, не обусловленных влиянием ижорского языка. Общепринятой письменности язык не имеет и сегодня, но главным образом для его записи используется латиница.
Ближе всего водский язык к северо-восточным диалектам эстонского языка.
Выделяют западный (деревня Котлы и др.), восточный (полностью исчез; село Копорье и др.), куровицкий, или юго-западный (деревня Куровицы и др.) и вымерший ещё в XIX веке кревинский (Латвия) диалекты водского языка.
В настоящее время язык находится на грани исчезновения, так как почти все носители водского языка являются представителями старшего поколения (самый молодой носитель родился в 1938 году) и используют в повседневном общении преимущественно русский язык.
С 1994 года в Санкт-Петербурге проводятся курсы по изучению водского языка. С 2011 года Тартуский университет организовывает ежегодную летнюю школу водского языка в деревне Краколье. С 2015 года проводятся регулярные курсы водского языка в Водском Музее в д. Лужицы Кингисеппского района (преподаватель Дьячков Н.).
В 2014 году издано первое «Учебное пособие по водскому языку» (авторы О. Конькова и Н. Дьячков).
В 2017 году издана «Рабочая тетрадь по водскому языку» — сборник упражнений к «Учебному пособию по водскому языку» (автор Конькова О.).
Первый мультфильм на водском языке создан в 2014 г. волонтёрской киностудией коренных народов Ленинградской области «Коукку-Йоукку» Центра коренных народов Ленинградской области на основе водского предания «Jyrci da mato», записанного в 1942 г. в д. Мати (д. Маттия Кингисеппского района).
Первый спектакль на водском языке создан кукольно-фольклорным театром коренных народов Ленинградской области «Kagrakaru».

## Порт Усть-Луга и проблема исчезновения водского народа

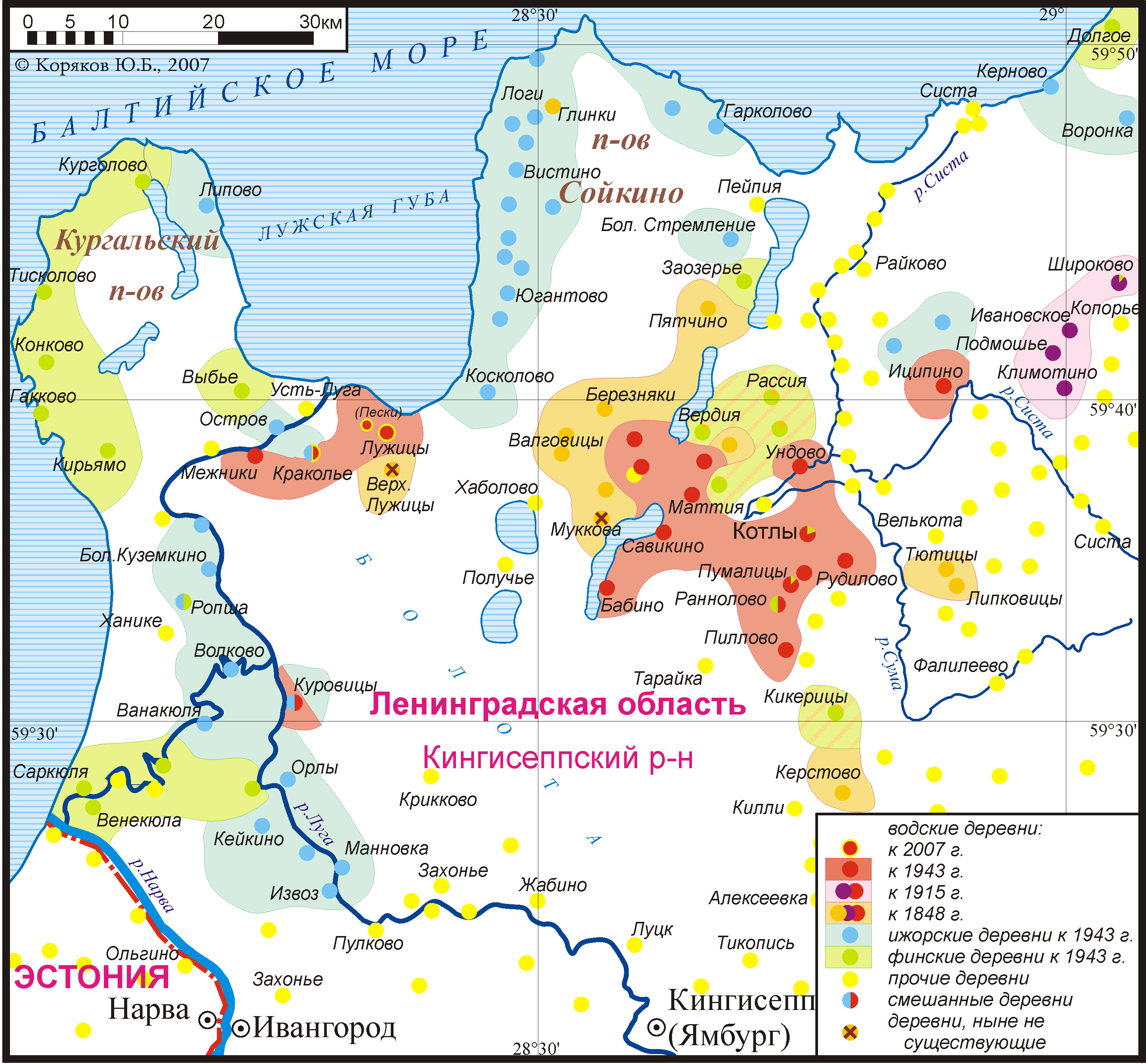
Карта водских, финских и ижорских деревень, 1848—2007 гг.

Водь близка к полной ассимиляции. План строительства порта Усть-Луга предусматривает снос деревни Краколье, а деревня Лужицы окажется в промзоне. Уничтожение мест компактного проживания безусловно означает гибель водского языка и культуры. План развития порта предусматривает расселение жителей в города Ленинградской области, а в таком случае ни о каком сохранении традиций и языка не может быть и речи.
Директор Института языкознания РАН, член-корреспондент РАН, профессор Виктор Виноградов заявил:
По проекту строительства Усть-Лужского порта в Кингисеппском районе должны исчезнуть две деревни: Краколье и Лужицы. Однако это последние населённые пункты, где компактно проживает водь, внесённая в список коренных малочисленных народов РФ. Водь является древнейшим автохтонным населением Ленинградской области… Водский язык является одним из самых миноритарных языков РФ, он внесён в Красную книгу языков Российской Федерации. Известно, что место проживания этноса является одним из наиболее релевантных факторов сохранения языка. Переселение носителей водского языка из традиционных мест проживания неминуемо повлечёт за собой смерть языка»
Директор Института языкознания РАН, член-корреспондент РАН, профессор Виктор Виноградов обратился в Министерство экономического развития и торговли России, а также в правительство Ленинградской области с просьбой не допустить сноса водских деревень и оградить малый народ от уничтожения. Руководитель компании «Усть-Луга» Николай Иевлев заявил, что де-юре такого малого народа нет, а деревня Лужицы не входит в зону застройки, так что беспокоиться не о чем.

### Комментарии

Водский флаг

1. ↑  В единственном числе — вожа́нин и вожа́нка[10].